# Institut national de neurologie Mongi-Ben Hamida
L'Institut national de neurologie Mongi-Ben Hamida, anciennement appelé Institut national de neurologie de Tunis, est un hôpital universitaire tunisien spécialisé en neurologie.
Il est baptisé en hommage à son fondateur, le neurologue et neuropsychiatre tunisien Mongi Ben Hamida, le 12 mai 2012.
Il comporte un service de neurologie pédiatrique ainsi qu'un service des consultations externes.

## Histoire

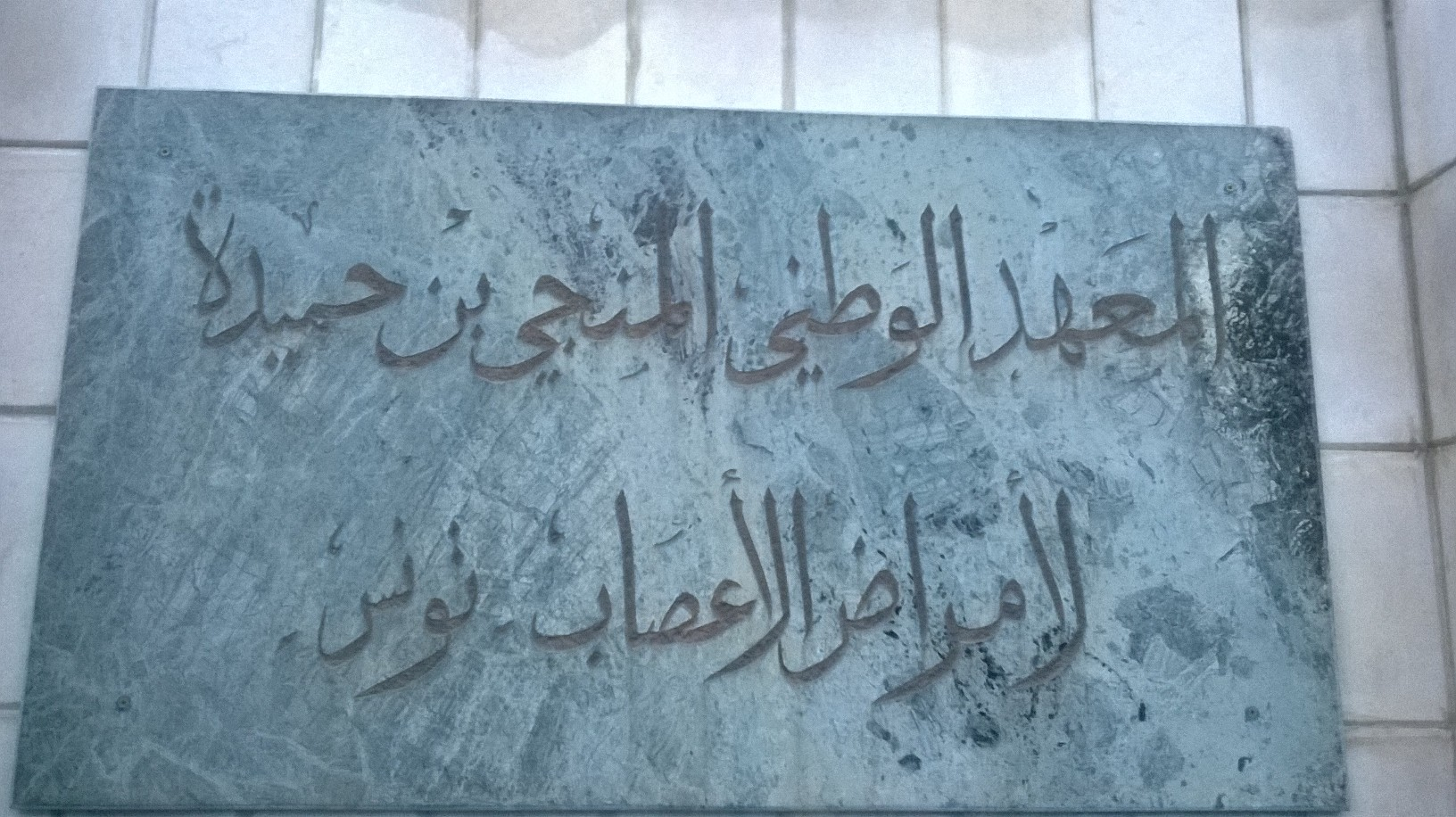
Plaque en marbre indiquant l'Institut national de neurologie Mongi-Ben Hamida

L'idée derrière cet institut remonte à 1967, quand le professeur Mongi Ben Hamida propose de créer un centre moderne et intégré, comportant toutes les spécialités ayant un rapport avec les pathologies neurologiques, et surtout un laboratoire de recherche. Ce concept s'oppose complètement à ce qui existe en France, et en particulier à la Salpêtrière, où Mongi Ben Hamida a reçu sa formation et travaillé. C'est son stage au Albert Einstein College of Medicine de New York qui l'a inspiré.
Les travaux de construction du centre commencent en mai 1969, et c'est cinq ans plus tard, le 20 mars 1974, qu'il ouvre ses portes pour la première fois aux patients.

## Structure
L'institut comporte :
- un service de neurologie (le plus grand de la Tunisie) ;
- un service de neuro-imagerie ;
- un service de neurochirurgie ;
- un service de réanimation.

L’hôpital a des registres pour les nouveaux cas de certaines maladies, comme la maladie de Parkinson dont le registre représente le plus grand à l’échelle mondiale avec plus de 1 500 cas enregistrés pour le phénotype LRRK2.

## Prix
- 2013 : Prix du cheikh Hamdane ben Rachid Al Maktoum (en) pour les sciences médicales (Émirats arabes unis) : meilleur centre/institution médicale dans le monde arabe[6].

## Missions
Depuis sa création, il vise à accomplir certains objectifs :
- Connaître le profil épidémiologique de la pathologie neurologique en Tunisie ;
- Prendre en charge les patients atteints de maladies neurologiques et mettre au point des protocoles thérapeutiques modernes et adaptés aux réalités sociales et économiques du pays ;
- Former les étudiants en médecine et les résidents en neurologie ;
- Étudier les maladies neurologiques les plus fréquentes ou spécifiques à la Tunisie, tant sur le plan épidémiologique que celui du diagnostic, du traitement, et de la prévention, en se basant sur l'application des techniques modernes de biologie moléculaire, de neuropathologie et de microscopie électronique ;
- Apporter sa contribution à la recherche nationale et internationale en étudiant les maladies neurologiques les plus répandues ou les plus spécifiques à la Tunisie.